# Leptosphaeria lusitanica
Leptosphaeria lusitanica är en svampart som beskrevs av Thüm. 1981. Leptosphaeria lusitanica ingår i släktet Leptosphaeria och familjen Leptosphaeriaceae.   Inga underarter finns listade i Catalogue of Life.